# Mario Scotto
Mario Scotto (Savona, 17 ottobre 1904 – Genova, 6 novembre 1986) è stato un arbitro di calcio italiano.

## Biografia

### Arbitro
Iniziò ad arbitrare nel 1926.
Dopo due sole stagioni a disposizione del Direttorio Regionale Ligure per le gare di Terza Divisione è ammesso dal C.I.T.A. ad arbitrare le partite di Prima Divisione.
Nel 1928 è fra gli arbitri fondatori del "Gruppo Arbitri Riviera di Ponente" avente sede a Savona, Gruppo che ebbe quale primo presidente Tomaso Sguerso.
Esordisce in Serie B l'8 novembre 1931 dirigendo la partita Livorno-Udinese (3-0).

Esordisce in Serie A a soli 27 anni compiuti dirigendo la partita Juventus-Triestina (4-2) del 17 aprile 1932.
Termina la sua carriera a 45 anni avendo diretto 147 gare di Serie A, di cui l'ultima in data 23 aprile 1950: Atalanta-Lazio 1-0.